# Criterio di Routh-Hurwitz
In matematica, in particolare in algebra lineare, il criterio di Routh-Hurwitz determina il numero di radici a parte reale positiva e negativa di un polinomio a partire dai suoi coefficienti, migliorando il criterio di Cartesio.
Risulta utile per esempio per determinare la stabilità di un sistema dinamico lineare e tempo-invariante a singolo ingresso e singola uscita (SISO).

## Derivazione
Il criterio è legato al teorema di Routh-Hurwitz: {\displaystyle a-b=w(+\infty )-w(-\infty )}, dove:
- {\displaystyle a} è il numero di radici a parte reale negativa della polinomiale {\displaystyle f(z)};
- {\displaystyle b} è il numero di radici a parte reale positiva della polinomiale {\displaystyle f(z)};
- {\displaystyle w(x)} è il numero di variazioni della successione di Sturm ottenuta da {\displaystyle P_{0}(x)} e {\displaystyle P_{1}(x)} (per successive iterazioni dell'algoritmo di Euclide) dove {\displaystyle f(ix)=P_{0}(x)+iP_{1}(x)} per un numero reale {\displaystyle x}. Per il teorema fondamentale dell'algebra, ogni polinomio di grado {\displaystyle n} deve avere {\displaystyle n} radici complesse. Perciò, abbiamo la condizione che {\displaystyle f} sia un polinomio stabile (Hurwitz) se e solo se {\displaystyle a-b=n}. Possiamo quindi sostituire la condizione su {\displaystyle a} e {\displaystyle b} con una condizione sulla successione di Sturm, che ci darà a sua volta una condizione sui coefficienti di {\displaystyle f}.

## Descrizione
Sia dato il polinomio finito {\displaystyle p(x)=a_{n}x^{n}+a_{n-1}x^{n-1}+\ldots +a_{0}} nel quale si assuma {\displaystyle a_{n}>0.} Si costruisce la matrice di Routh:
{\displaystyle \mathbf {R} (p)={\begin{bmatrix}a_{n}&a_{n-2}&a_{n-4}&a_{n-6}&\ldots \\a_{n-1}&a_{n-3}&a_{n-5}&\ldots \\b_{n-1}&b_{n-2}&\ldots &\\c_{n-2}&c_{n-3}&&\end{bmatrix}}}
in cui gli elementi {\displaystyle b_{i}} e successivi sono legati ai coefficienti. Ogni elemento corrisponde al rapporto tra il determinante della matrice composta dagli elementi delle due righe superiori, nella prima colonna e nella colonna successiva a quella dell'elemento, e il primo coefficiente (cambiato di segno) della riga immediatamente sopra l'elemento che si sta calcolando:
{\displaystyle b_{n-1}={\frac {\begin{vmatrix}a_{n}&a_{n-2}\\a_{n-1}&a_{n-3}\end{vmatrix}}{-a_{n-1}}}}
{\displaystyle b_{n-2}={\frac {\begin{vmatrix}a_{n}&a_{n-4}\\a_{n-1}&a_{n-5}\end{vmatrix}}{-a_{n-1}}}}
{\displaystyle c_{n-2}={\frac {\begin{vmatrix}a_{n-1}&a_{n-3}\\b_{n-1}&b_{n-2}\end{vmatrix}}{-b_{n-1}}}}
{\displaystyle c_{n-3}={\frac {\begin{vmatrix}a_{n-1}&a_{n-5}\\b_{n-1}&b_{n-3}\end{vmatrix}}{-b_{n-1}}}}

ossia più in generale
{\displaystyle k_{i,j}={\frac {\begin{vmatrix}k_{i-2,1}&k_{i-2,j+1}\\k_{i-1,1}&k_{i-1,j+1}\end{vmatrix}}{-k_{i-1,1}}}}

La costruzione termina non appena rimane un'unica matrice quadrata con determinante nullo, cioè due coefficienti consecutivi con un solo valore ciascuno. Infatti, dove non presenti, gli elementi delle matrici sono da considerarsi nulli.
Ogni variazione (permanenza) del segno dei coefficienti della prima colonna corrisponde a una radice con parte reale positiva (negativa).

## Presenza di zeri sulla prima colonna
Nel caso in cui un termine della prima colonna è nullo, esistono quattro diversi metodi.

### Primo metodo
Sostituendo allo {\displaystyle 0} il simbolo {\displaystyle \varepsilon } per rappresentare un numero molto piccolo in valore assoluto, tendente a {\displaystyle 0^{+}} o a {\displaystyle 0^{-}}.
Se gli altri numeri della prima colonna sono tutti positivi allora {\displaystyle \varepsilon \to 0^{+}}.
Se gli altri numeri della prima colonna sono tutti negativi allora {\displaystyle \varepsilon \to 0^{-}}.
Altrimenti si devono considerare entrambi i casi {\displaystyle \varepsilon \to 0^{+}} e {\displaystyle \varepsilon \to 0^{-}}.
Ad esempio:
{\displaystyle \mathbf {R} (x^{5}+2x^{4}+2x^{3}+4x^{2}+3x)={\begin{bmatrix}1&2&3\\2&4&0\\0&3&0\\\end{bmatrix}}}
diventa sostituendo lo {\displaystyle 0} con {\displaystyle \varepsilon \to 0^{+}}
{\displaystyle \mathbf {R} (x^{5}+2x^{4}+2x^{3}+4x^{2}+3x)={\begin{bmatrix}1&2&3\\2&4&0\\\varepsilon &3&0\\{\frac {4\varepsilon -6}{\varepsilon }}&0&0\\3&0&0\\\end{bmatrix}}}
si vede chiaramente che {\displaystyle \varepsilon >0} ma {\displaystyle {\frac {4\varepsilon -6}{\varepsilon }}<0}
Tale metodo è a rigore giustificato solamente quando il polinomio non ha zeri sull'asse immaginario; per questo motivo in alcuni casi può dar luogo ad errori (come si può vedere analizzando {\displaystyle \mathbf {R} (x^{6}+x^{5}+3x^{4}+3x^{3}+3x^{2}+2x+1)}).

### Secondo metodo
Si può moltiplicare il polinomio dato per un binomio con zero negativo (si aggiunge così uno zero negativo al polinomio, permettendo di analizzare i segni degli altri zeri): essendo {\displaystyle p(x)} il polinomio originale, si passa a studiare il polinomio {\displaystyle p(x)\cdot (x-c)}
Ad esempio:
{\displaystyle \mathbf {R} (x^{4}+2x^{3}+3x^{2}+6x+4)={\begin{bmatrix}1&3&4\\2&6&0\\0&4&0\\\end{bmatrix}}}
quindi possiamo aggiungere, per esempio, uno zero in -1:
{\displaystyle p(x)\cdot (x+1)=x^{5}+3x^{4}+5x^{3}+9x^{2}+10x+4}
{\displaystyle \mathbf {R} (x^{5}+3x^{4}+5x^{3}+9x^{2}+10x+4)={\begin{bmatrix}1&5&10\\3&9&4\\2&{\frac {26}{3}}&0\\-4&4&0\\{\frac {32}{3}}&0&0\\4&0&0\\\end{bmatrix}}}

### Terzo metodo
È applicabile anche in presenza di più zeri consecutivi sulla stessa riga. Consiste nel sostituire la riga in questione con la stringa di numeri ottenuti sommando all'elemento {\displaystyle i}-esimo della riga l'elemento di posto {\displaystyle i+j} nella stessa riga moltiplicato per {\displaystyle (-1)^{j}}, essendo {\displaystyle j} il numero dei primi elementi nulli.
Ad esempio:
{\displaystyle \mathbf {R} (x^{5}+5x^{3}+10x+4)={\begin{bmatrix}1&5&10\\0&0&4\\0&0&0\\\end{bmatrix}}}
Al posto del primo {\displaystyle 0} si prende {\displaystyle 4} (che è il primo elemento non nullo della riga) e lo si moltiplica per {\displaystyle (-1)^{2}} essendo {\displaystyle 2} gli zeri consecutivi prima del {\displaystyle 4}.
{\displaystyle \mathbf {R} (x^{5}+5x^{3}+10x+4)={\begin{bmatrix}1&5&10\\4&0&4\\5&9&0\\-{\frac {36}{5}}&4&0\\{\frac {106}{9}}&0&0\\4&0&0\\\end{bmatrix}}}

### Quarto metodo
Può accadere che tutti i termini di una riga siano nulli solo se la riga è di ordine dispari; infatti le due righe precedenti devono essere proporzionali e quindi devono avere lo stesso numero di elementi (si noti che nel passare da una riga dispari ad una pari sottostante il numero di elementi non cambia). In questa circostanza si può concludere che il polinomio considerato è il prodotto di due polinomi: il primo avrà zeri che hanno parte reale caratterizzata dalle variazioni di segno degli elementi della prima colonna della tabella sinora costruita (gli zeri di {\displaystyle p_{1}(x)} a parte reale positiva sono tanti quante le variazioni di segno che sono apparse nella prima colonna della tabella costruita fino a quel momento); il secondo polinomio {\displaystyle p_{2}(x)} (che si chiama equazione ausiliaria) è di grado uguale all'indice della riga che precede la riga che si è annullata, ha solo potenze di grado pari ed i suoi coefficienti sono nell'ordine da quello di grado massimo a quello di grado {\displaystyle 0}, i coefficienti della riga che precede quella che si è annullata.
Ad esempio:
{\displaystyle \mathbf {R} (x^{5}+x^{4}+3x^{3}+3x^{2}+x+1)={\begin{bmatrix}1&3&1\\1&3&1\\0&0&0\\\end{bmatrix}}}
{\displaystyle x^{5}+x^{4}+3x^{3}+3x^{2}+x+1=p_{1}(x)p_{2}(x)}
{\displaystyle p_{1}(x)} è di primo grado e ha uno zero negativo, {\displaystyle p_{2}(x)} di grado {\displaystyle 4} con potenze solo di ordine pari:
{\displaystyle p_{2}(x)=x^{4}+3x^{2}+1}
Per {\displaystyle p_{2}(x)} possiamo calcolare gli zeri, ma nel caso il grado fosse troppo alto potrebbero esserci difficoltà. Allora la costruzione della tabella può riprendere in un altro modo. Si deriva {\displaystyle p_{2}(x)}
{\displaystyle p_{2}'(x)=4x^{3}+6x}
e ai coefficienti della riga nulla (in questo caso la terza) si sostituiscono questi nuovi coefficienti:
{\displaystyle \mathbf {R} (4x^{3}+6x)={\begin{bmatrix}1&3&1\\1&3&1\\4&6&0\\{\frac {3}{2}}&1&0\\{\frac {10}{3}}&0&0\\1&0&0\\\end{bmatrix}}}
Si osservi che gli zeri del polinomio {\displaystyle p_{2}(x)}, con potenze di grado solo pari, hanno una doppia simmetria rispetto a ciascun asse del piano complesso. Questo assicura che se non vi sono zeri a parte reale positiva tutti si trovano sull'asse immaginario. Più precisamente la seconda parte della tabella deve essere così interpretata: si contano solo le variazioni di segno corrispondenti alle radici a parte reale positiva, che indichiamo con {\displaystyle np}; siano {\displaystyle nn=np} le radici a parte reale negativa (data la doppia simmetria detta anche simmetria quadrantale), se l'equazione ausiliaria è di grado {\displaystyle n}, allora le rimanenti {\displaystyle n-np-nn} radici si trovano sull'asse immaginario. Nel nostro esempio l'equazione ausiliaria è di grado {\displaystyle 4}, quindi {\displaystyle n=4}. Le variazioni sono {\displaystyle np=0}, quindi ci sono {\displaystyle nn=0} radici a parte reale negativa e quindi {\displaystyle 4-0-0=4} radici sull'asse immaginario.